# Jared Taylor (rugby à XIII)

a Compétitions nationales et continentales officielles uniquement.

b Matchs officiels uniquement.
Jared Taylor, né le 21 mai 1981 à Sydney en Australie, est un joueur de rugby à XIII français évoluant au poste d'arrière, qui, après un passage au rugby à XV, retourne à son sport d'origine pour y exercer des fonctions d'encadrant. 

## Biographie
Ayant grandi en Australie, Taylor a évolué dans divers clubs australiens de  National Rugby League  et notamment les  Cronulla Sharks en 2002  avant de rejoindre la France, d'abord au club de  Villefranche-de-Rouergue  où sa vitesse lui permet de finir dans les meilleurs marqueurs d'essais du Championnat élite, puis à  Lézignan  ou ses relances depuis son poste d'arrière sont remarquables. 
En finale du  championnat de France  2008 à Béziers, il marque ainsi deux essais magnifiques, bien emmenés par ses coéquipiers Gregory Mazard et Alister Brown. En raison de ses bonnes performances en club, il est appelé en 2008 à rejoindre la sélection française pour disputer la Coupe du monde 2008. Aussi, pour sa première cape, il marque un essai après une percée de son néo-coéquipier de Lézignan  Adel Fellous. En mars 2009, Jared Taylor marque deux des trois essais qui permettent à Lézignan de l'emporter 18 à 6 à Workington en 1/32 de finale de la Coupe d'Angleterre de rugby à XIII.
Sur le stade Albert-Domec à Carcassonne, devant 11000 spectateurs, il réalise le doublé en championnat de France, marquant notamment un essai après une relance magnifique depuis ses 22 mètres.
Pour la saison 2009/2010, il décide de rejoindre l'équipe de  Pia, puis « passe à XV  » lors de la saison 2010/2011 : il signe alors un contrat avec Aix-en-Provence et aussi au Rugby olympique agathois pour la saison 2012/2013.
Toutefois, malgré son passage au rugby à XV, il conserve des liens étroits avec le rugby à XIII. 
En effet, Il retourne à XIII pour assister l'entraineur de Limoux, Karl Temata, en 2013 : dans le club audois, il  «s’occupe de tous les aspects physiques, préparation, tests, musculation  ».
En 2016, il participe même à un jubilé, celui dédié au pilier Tyrone Pau. Il évolue alors au sein d'une sélection d'amis de ce joueur australien, contre une sélection de Carcassonne .

## Palmarès
- Collectif :
  - Vainqueur du Championnat de France : 2008 et 2009 (Lézignan).
  - Finaliste du Championnat de France : 2007 (Lézignan) et 2010 (Pia).
  - Finaliste de la Coupe de France : 2013 (Pia).